# De Monn mit da long Stong

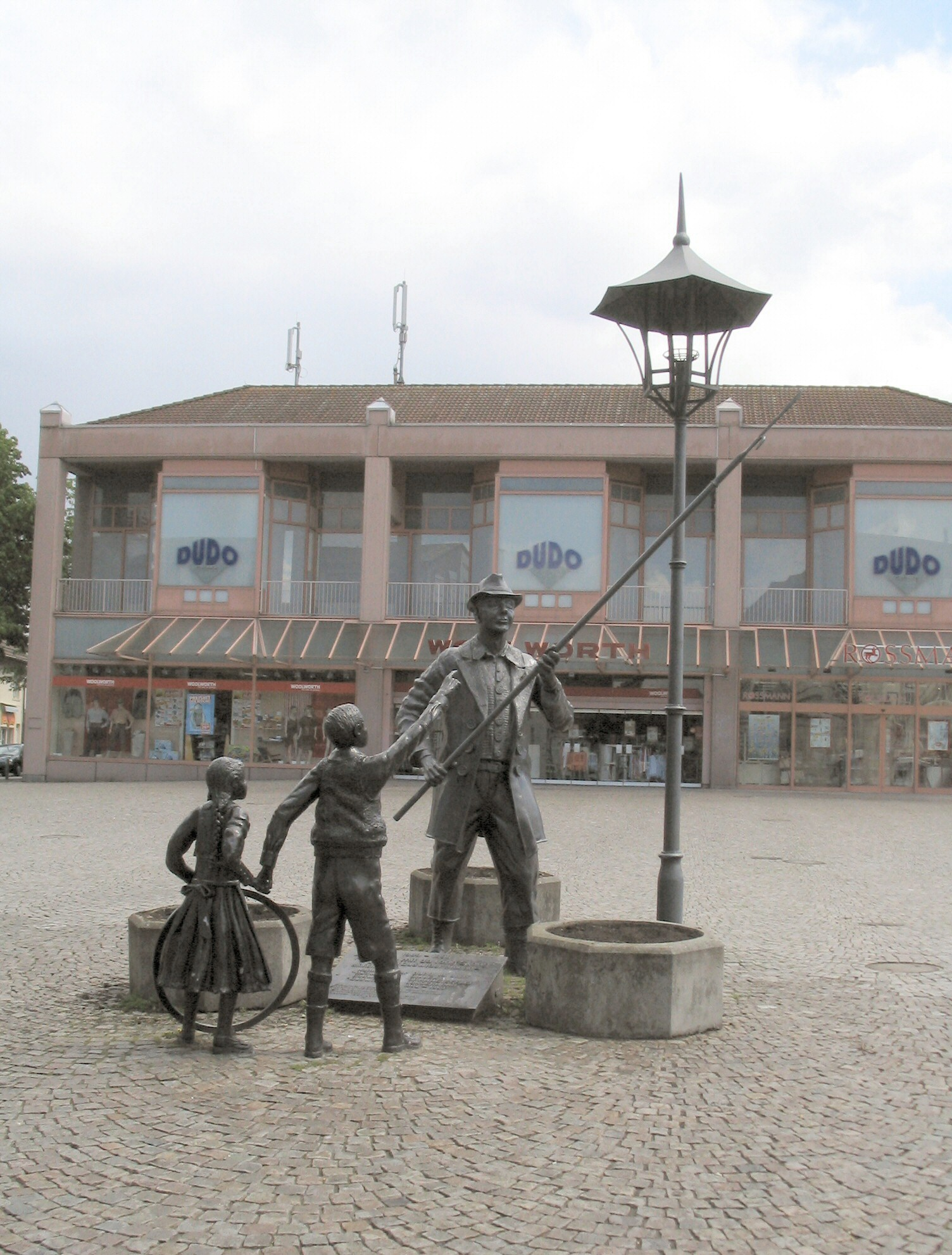
De Monn mit da long Stong, Ansicht von vorne

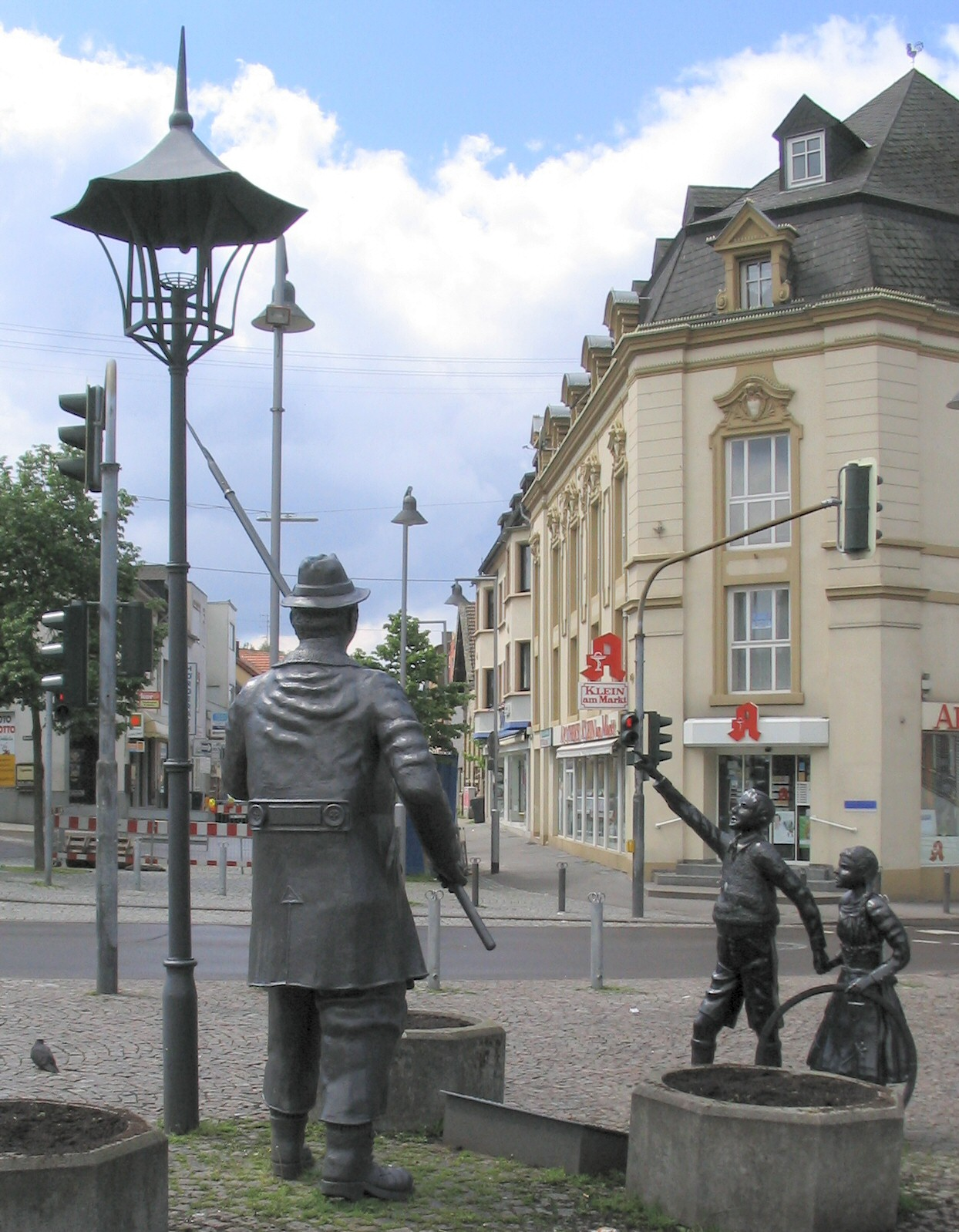
Ansicht von hinten

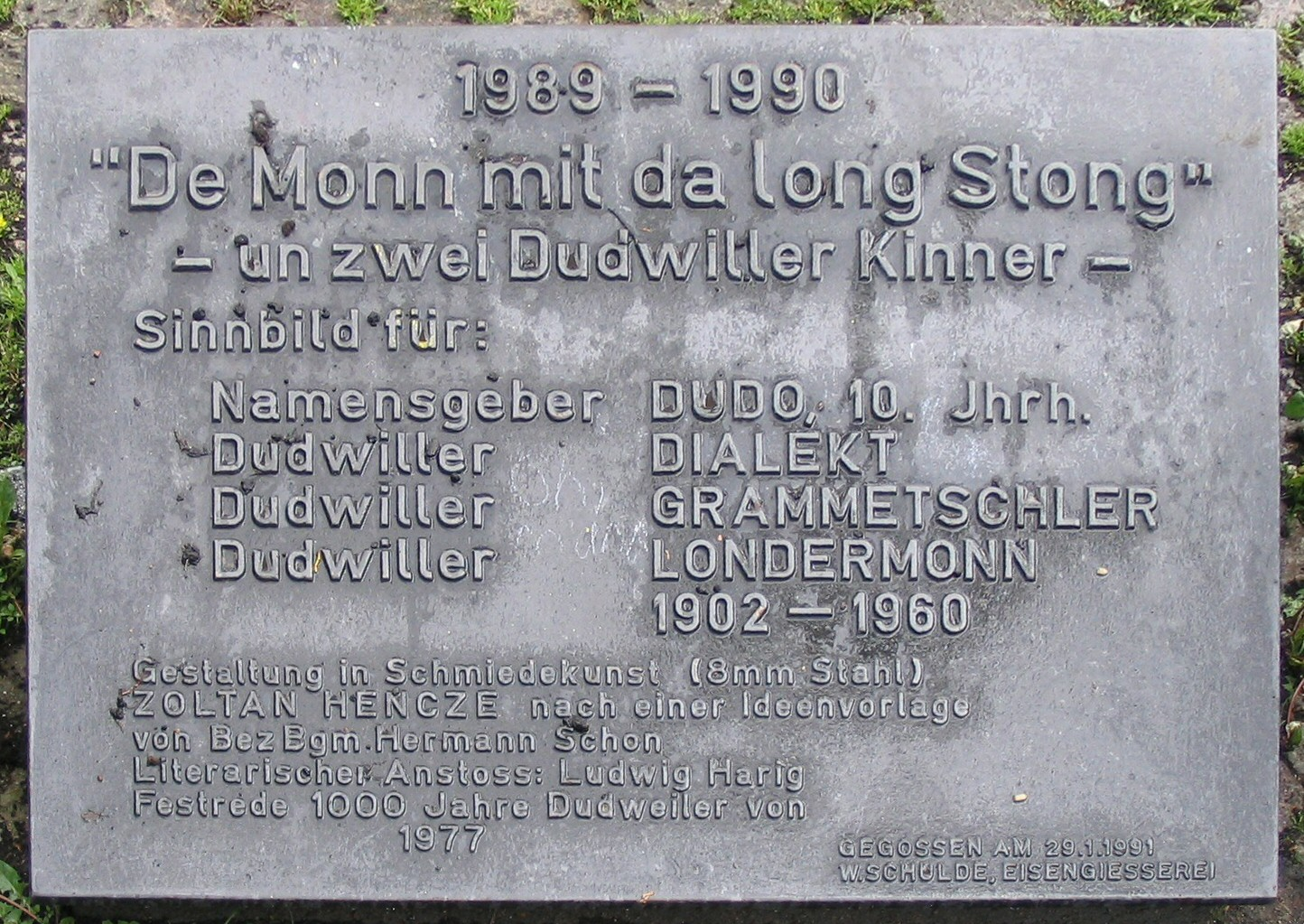
Inschrift

De Monn mit da long Stong – un zwei Dudwiller Kinner ist ein Kunstwerk auf dem Alten Markt in Dudweiler. Als Denkmal erinnert es an die frühere öffentliche Straßenbeleuchtung mit Gaslaternen. Die Figur des Laternenanzünders und die Gaslaterne schuf der Schmiedekünstler Zoltan Hencze im Jahre 1989, ein Jahr später stellte er die beiden Kinderfiguren her.

## Geschichtlicher und literarischer Anstoß
Als Monn mit da long Stong bezeichnete man in der Dudweiler Mundart den Mann, der bei Einbruch der Dunkelheit mit Hilfe einer langen Stange die Gaslaternen anzündete. Der saarländische Schriftsteller Ludwig Harig, aufgewachsen im benachbarten Sulzbach, empfand den Ausdruck in seiner Kindheit als dunkel und gefahrdrohend – er und die anderen Kinder fürchteten sich vor diesen „finsteren und gefährlichen Menschen“.
Als Harig gebeten wurde, am 1. Juli 1977 anlässlich der Tausendjahrfeier von Dudweiler eine Festrede zu halten, gebrauchte er den Monn mit da long Stong als Leitmotiv. Er erzählte die Geschichte des Ortes nach und stellte die Bürger als Menschen mit langen Stangen dar – beginnend mit dem Ortsgründer Dudo im 10. Jahrhundert:
„[...] seine lange Dudweiler Stange stand gegen die Türe gelehnt, und er saß da und schaute widersetzlich nach Malstatt, woher die geistlichen Order kamen, Dudo, der erste ‚Monn mit de long Stong‘.“
Bis hin zur Protestbewegung gegen die Gebiets- und Verwaltungsreform 1974:
„Sie gründeten ein Bürgerkomitee, knüpften Transparente an ihre langen Dudweiler Stangen und schlossen sich am 28. November 1973 zum Protestmarsch zusammen, der sie bis an die Treppe des Landtags führte.“

## Ideenvorlage und Kunstwerk
Der damalige Dudweiler Bezirksbürgermeister Hermann Schon gab den Anstoß für das Denkmal, wie auch die Ideenvorlage, die von Zoltan Hencze († April 2000) handwerklich und künstlerisch umgesetzt wurde. Das verwendete Material wurde über Spenden der Dudweiler Bürgerschaft sowie von Geschäftsleuten und Unternehmen finanziert.
Eine Inschrift verdeutlicht, wofür das Denkmal sinnbildlich steht:
- Dudo, den Namensgeber von Dudweiler,
- den Dudwiller Dialekt (Dudweiler Mundart),
- den Dudwiller Grammetschler (den typisch grantigen Dudweiler Bürger) sowie
- den Dudwiller Londermonn (den Laternenanzünder von 1902 bis 1960).

Das Landgericht Saarbrücken stellte in einem Urteil vom 2. März 1999 klar, dass die Stadt Saarbrücken Eigentümerin des Kunstwerks ist.